# Fritillaria muraiana
Fritillaria muraiana är en liljeväxtart som beskrevs av Jisaburo Ohwi. Fritillaria muraiana ingår i Klockliljesläktet och i familjen liljeväxter. Inga underarter finns listade.